# Vita Karoli Magni
Vita Karoli Magni (slovensko Življenje Karla Velikega) je biografija Karla Velikega, kralja Frankov in cesarja Svetega rimskega cesarstva, ki jo je napisal Einhard.

## Literarni kontekst
Zgodovinarji Einhardovo biografijo tradicionalno opisujejo kot prvi primer biografije evropskega kralja. Avtor je poskušal posnemati slog antičnega rimskega biografa Gaja Svetonija Trankvila, ki je zaslovel s svojimi Življenji cesarjev. Einhard je za zgled vzel biografijo cesarja Avgusta, prvega imperatorja Rimskega cesarstva.

## Datum
Datum nastanka Einhardovega dela je negotov in predmet številnih teorij. Ker je na koncu dela vanj vključena Karlova oporoka, je jasno, da je bilo napisano po njegovi smrti leta 814. Delo je prvič omenjeno v pismu Lupa Servata Einhardu, napisano sredi 9. stoletja. Med možnimi datumi nastanka se omenjajo leta od okoli 817 do 833. Osnova zanje so interpretacije besedila v političnem kontekstu prvih let vladavine Karlovega sina Ludvika Pobožnega in njegov odnos do očeta.  Nobena teorija ni dokončna, zato se bodo razprave verjetno še nadaljevale.

## Avtor
Einhardova biografija govori o intimnih trenutkih, navadah in okusih Karla Velikega. Einhard je imel na Karlovem dvoru ugoden položaj in neposreden dostop do notranjih informacij. Šolal se je nekje po letu 779 v samostanu v Fuldi, ki je takrat veljal za eno od najpomembnejših središč učenosti v Frankovskem kraljestvu. Bil je inteligenten in izjemen študent, zato je bil zaradi svojega strokovnega znanja poslan na Karlov dvor in nato na leta 791 Karlovo dvorno šolo v Aachnu. Okoli leta 796 je dobil službo na Karlovem dvoru, kjer je ostal dvajset let. Biografijo je napisal po odhodu iz Aachna v Seligenstadt.

### Einhard in Karel Veliki
Einhardov položaj na frankovskem dvoru je ustrezal položaju sodobnega ministra za javna dela, zato je bil dobro seznanjen z dogajanji. Zadolžen je bil tudi za številne Karlove opatije. Domneva se, da je bila njegova žena Ema Karlova hčerka, vendar za to ni nobenega dokaza.

## Zanesljivost
Večina srednjeveških biografij omenja samo dobra dela obravnavane osebe z mnogo olepšavami in okraski. Za Einhardovo biografijo Karla Velikega prevladuje mnenje, da je v večini delov zaupanja vreden opis Karlovega in srednjeveškega življenja. Po nnenju britanskega zgodovinarja Thomasa Hodgkina je Vita Karoli Magni »eno od najdragocenejših literarnih del iz zgodnjega srednjega veka«.

### Prevodi
- Dutton, P. (1998). Charlemagne's Courtier: the Complete Einhard. Peterborough: Broadview Press. ISBN 978-1-55111-134-6.
- Ganz, D. (2008). Two lives of Charlemagne/Einhard and Notker the Stammerer. London: Penguin. ISBN 978-0-14-045505-2.
- Grant, A.J. (1905). Early lives of Charlemagne/by Eginhard and the Monk of St Gall. London: Moring.
- Thorpe, L. (1969). Two lives of Charlemagne/by Einhard and Notker the Stammerer. Harmondsworth: Penguin. ISBN 0-14-044213-8.
- Firchow, Evelyn S., Edwin H. Zeydel (1985). Vita Karoli Magni/The Life of Charlemagne. Saarbrücken: AQ-Verlag. ISBN 978-3-922441-49-6.
- Eginardo, Vita Karoli, a cura di P. Chiesa, Firenze, SISMEL - del Galluzzo, 2014.

### Študije
- Ganz, D. (1997). The Preface to Einhard's Vita Karoli. V H. Schefers. Einhard: Studien zu leben und Werk. Hessische Historische Kommission. str. 299–310. ISBN 978-3-88443-033-0.
- Hodgkin, T. (1897). Charles the Great. London: Macmillan. ISBN 978-1-4067-3026-5.
- Holdsworth, C.J., T.P. Wiseman (1986). The Inheritance of historiography, 350–900. Exeter: University of Exeter. ISBN 0-85989-272-7.
- Innes, M. (1996–1997). The Classical Tradition and Carolingian Historiography: Encounters with Suetonius. International Journal of the Classical Tradition 3 (3): 265–282. doi:10.1007/BF02686391.
- Kempshall, M. (1995). Some Ciceronian Models for Einhard' s Life of Charlemagne. Viator 26: 11–38. doi:10.1484/J.VIATOR.2.301133.
- Ogg, F.A. (1907). A Source Book of Medieval History. New York: American Book Company.
- Nelson, J. (2005). Charlemagne the Man. V J. Story. Charlemagne: Empire and Society. Manchester: Manchester University Press. ISBN 978-0-7190-7089-1.
- Southern, Pat (1998). Augustus. Routledge. ISBN 0-415-16631-4.
- Tischler, M. (2001). Einharts Vita Karoli: Studien zur Entstehung, Überlieferung und Rezeption. Hannover: Hahnsche Buchhandlung. ISBN 3-7752-5448-X.